# SMRTトレインズ
SMRTトレインズ（SMRT Trains, 中国語: 新加坡地铁有限公司）は、シンガポールのSMRTコーポレーションの100%出資の鉄道会社。1987年8月6日に設立された。設立当初はシンガポール・マス・ラピッド・コーポレーションとして知られていたが、2004年にSMRTトレインズに社名を変更した。

## 概要
1987年11月7日にシンガポールで初めてヨー・チュー・カン駅からトア・パヨ駅までの5駅間にてMRTの営業を開始し、2001年12月11日にMRT北東線が開通するまで全てのMRTを運行してきた。2013年現在は南北線、東西線、環状線を運行する。
LRTを運行するSMRTライトレールはSMRTトレインズの100%出資子会社。
シンガポール地下鉄向けには川崎重工業の川崎重工業車両カンパニー等が、LTA開業当初の1986年から2016年までにシンガポール地下鉄C151形電車などの車輌を累計約700両を受注・納入してきた。中国の電車メーカー、青島四方機車車輛（CSR四方）が納入したC151A型が、組み立て時が原因と思われる構造上の問題で大規模リコールの対象となった。
スローガンは、Moving People, Enhancing Lives。

## 歴史
- 1987年8月6日 SMRT設立。
- 1987年11月7日 ヨー・チュー・カン駅、トア・パヨ駅間でシンガポールで初のMRTを運行。
- 1997年 シンガポールLRTを子会社として設立。
- 1999年 LRTブキ・パンジャン線開業。
- 2000年 SMRTコーポレーション設立
- 2001年 SMRTコーポレーションとTIBSホールディングスが合併。
- 2004年5月10日 グループ会社6社がSMRTブランドの元に持ち株会社のSMRTコーポレーションの子会社になる。それに伴いSMRTトレインズに社名変更。

## 保有車両
| Class | 画像 | 種類 | 速度 (km/h) | 速度 (km/h) | 編成数 | 車両数 | 路線               | 製作期間                       | 導入日     | 運用終了   |
| Class | 画像 | 種類 | 運行速度    | 最高速度    | 編成数 | 車両数 | 路線               | 製作期間                       | 導入日     | 運用終了   |
| ----- | ---- | ---- | ----------- | ----------- | ------ | ------ | ------------------ | ------------------------------ | ---------- | ---------- |
| C151  |      | 電車 | 85          | 90          | 66     | 396    | 南北線 東西線      | 1986 – 1989 2006 – 2009 (更新) | 1987/11/7  |            |
| C651  |      | 電車 | 85          | 90          | 19     | 114    | 南北線 東西線      | 1993 – 1994                    | 1994/9/20  | 2024/11/27 |
| C751B |      | 電車 | 85          | 90          | 21     | 126    | 南北線 東西線      | 1999 – 2001                    | 2000/1/28  | 2024/12/7  |
| C151A |      | 電車 | 85          | 90          | 35     | 210    | 南北線 東西線      | 2009 – 2011 2012 – 2014        | 2011/5/27  |            |
| C151B |      | 電車 | 85          | 90          | 45     | 270    | 南北線 東西線      | 2014 – 2017                    | 2017/4/16  |            |
| C151C |      | 電車 | 85          | 90          | 12     | 72     | 南北線 東西線      | 2017 – 2018                    | 2018/9/30  |            |
| R151  |      | 電車 | 85          | 90          | 106    | 636    | 南北線 東西線      | 2020 –                         | 2023/6/4   |            |
| C830  |      | 電車 | 78          | 90          | 40     | 120    | 環状線             | 2005 – 2008                    | 2009/5/28  |            |
| C830C |      | 電車 | 78          | 90          | 24     | 72     | 環状線             | 2012 – 2015                    | 2015/6/26  |            |
| C851E |      | 電車 | 78          | 90          | 23     | 69     | 環状線             | 2018 –                         |            |            |
| CT251 |      | 電車 | 90          | 100         | 91     | 364    | イーストコースト線 | 2017 – 2022                    | 2020/1/31  |            |
| C801  |      | 電車 | 48          | 55          | 19     | 19     | パンジャン線       | 1997 – 1999                    | 1999/11/6  |            |
| C801A |      | 電車 | 48          | 55          | 13     | 13     | パンジャン線       | 2014 – 2015                    | 2014/11/19 |            |
| C801B |      | 電車 | 48          | 55          | 19     | 19     | パンジャン線       | 2019 –                         | 2024/8/1   |            |